# Abu Bakr al-Baghdadi
Ibrahim Awwad Ibrahim Ali al-Badri al-Samarrai (28 tháng 7 năm 1971 – 27 tháng 10 năm 2019; tiếng Ả Rập: ابراهيم عواد ابراهيم علي البدري السامرائي), được biết đến nhiều hơn với tên Abu Bakr al-Baghdadi (أبو بكر البغدادي), và từ ngày 29 tháng 6 năm 2014 là Khalip Ibrahim  (الخليفة إبراهيم), là khalip (nguyên thủ quốc gia và quân vương) của Nhà nước Hồi giáo (viết tắt theo tiếng Anh: IS) tự xưng ở miền tây Iraq và đông bắc Syria và cũng là thủ lĩnh của Nhà nước Hồi giáo ở Iraq và Levant (viết tắt theo tiếng Anh: ISIL).Trong năm 2014, các nhà phân tích tình báo Mỹ và Iraq nói rằng al-Baghdadi có bằng tiến sĩ về nghiên cứu Hồi giáo từ một trường đại học ở thủ đô Baghdad. Theo một cuốn tiểu sử được lưu hành trên diễn đàn thánh chiến trong tháng 7 năm 2013, ông nhận được bằng cử nhân, thạc sĩ và tiến sĩ về nghiên cứu Hồi giáo từ các trường Đại học Hồi giáo của Baghdad.
Baghdadi liên quan trực tiếp đến các tội ác và vi phạm nhân quyền do ISIL thực hiện. Chúng bao gồm diệt chủng người Yazidis ở Iraq, nô lệ tình dục rộng rãi, hãm hiếp có tổ chức, và hành quyết có hệ thống. Ông chỉ đạo các hoạt động khủng bố và tàn sát. Baghdadi chấp nhận sự tàn bạo như là một phần của các nỗ lực tuyên truyền của tổ chức, sản xuất các video quay các vụ đóng đinh hàng loạt, nô lệ tình dục và hành quyết bằng cách ném đá và đốt cháy.
Từ năm 2011, phần thưởng trị giá 10 triệu đô la đã được Bộ Ngoại giao Hoa Kỳ, số tiền này tăng lên 25 triệu đô la vào năm 2017, cho thông tin hoặc thông tin tình báo về nơi ở của Baghdadi để tạo điều kiện bắt ông ta, dù sống hay chết. Vào ngày 27 tháng 10 năm 2019, Baghdadi đã tự sát với ba đứa trẻ bằng cách kích nổ một áo vest tự sát trong cuộc đột kích Barisha được Lực lượng đặc nhiệm số 1 của Bộ chỉ huy hoạt động đặc biệt (JSOC), thường được gọi là Delta Force, thực hiện tại tỉnh Idlib phía tây bắc của Syria, theo tuyên bố của Tổng thống Donald Trump.